# Hyundai Motor Company

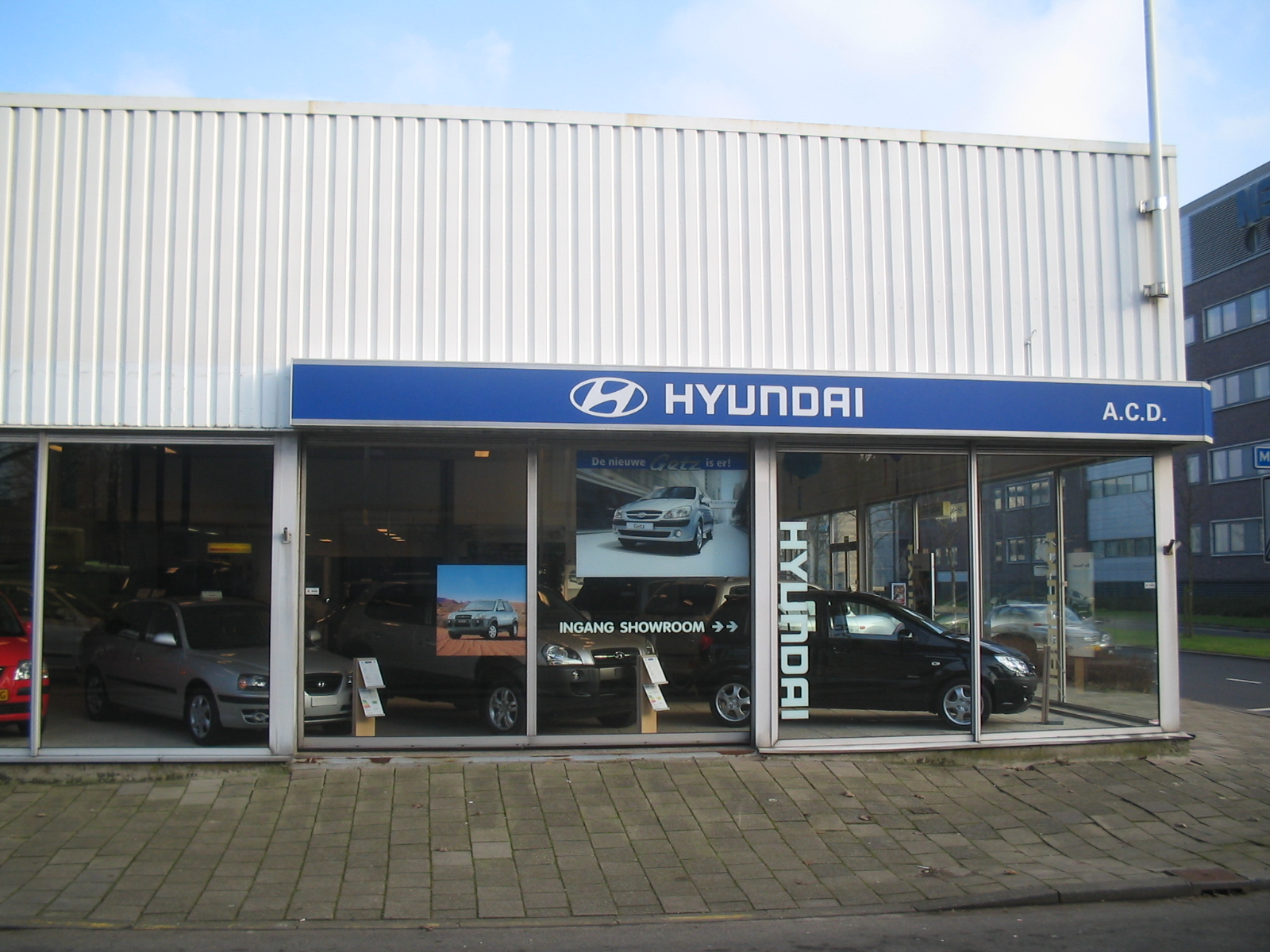
Dealer

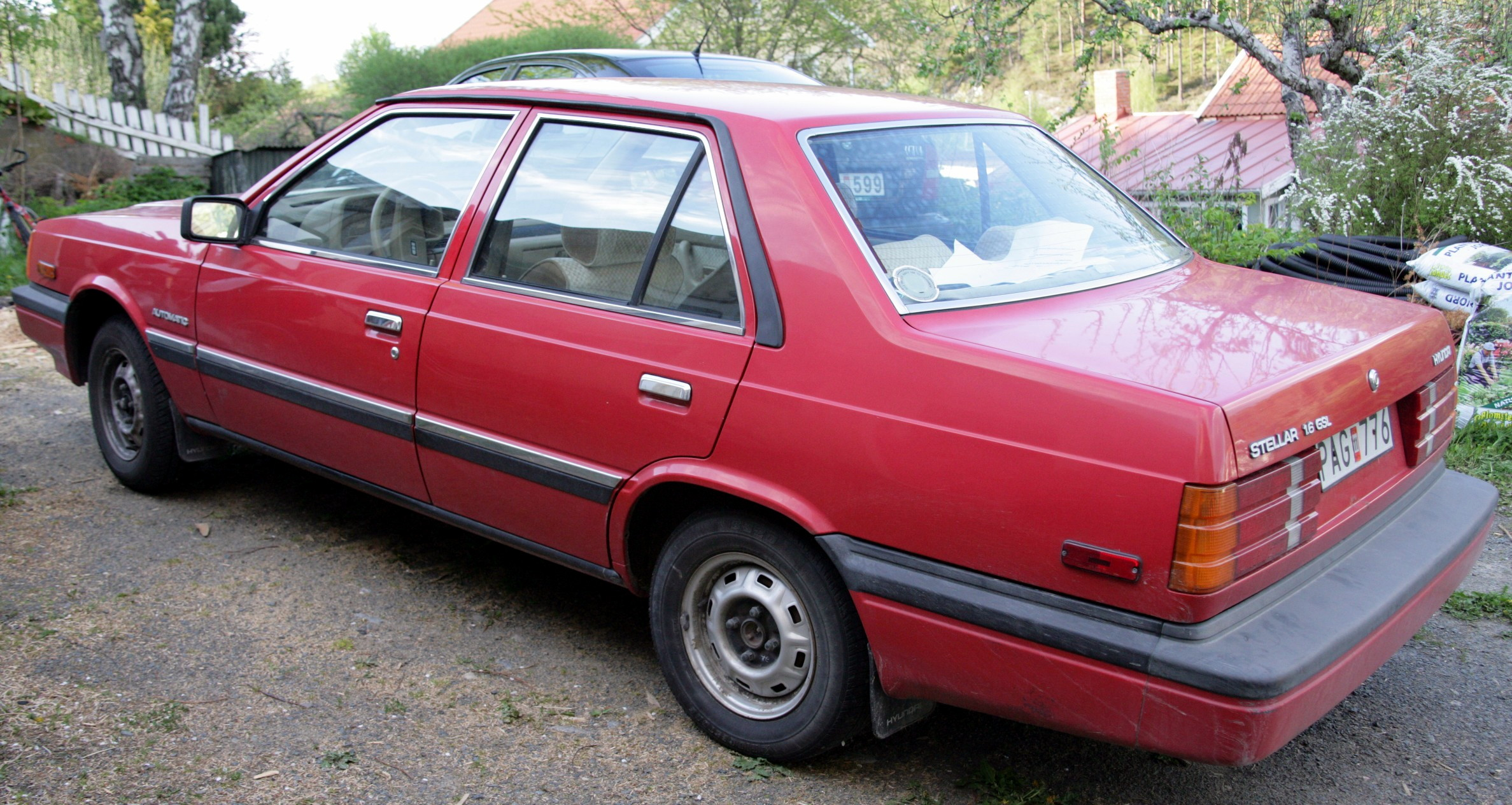
Hyundai Stellar 1986

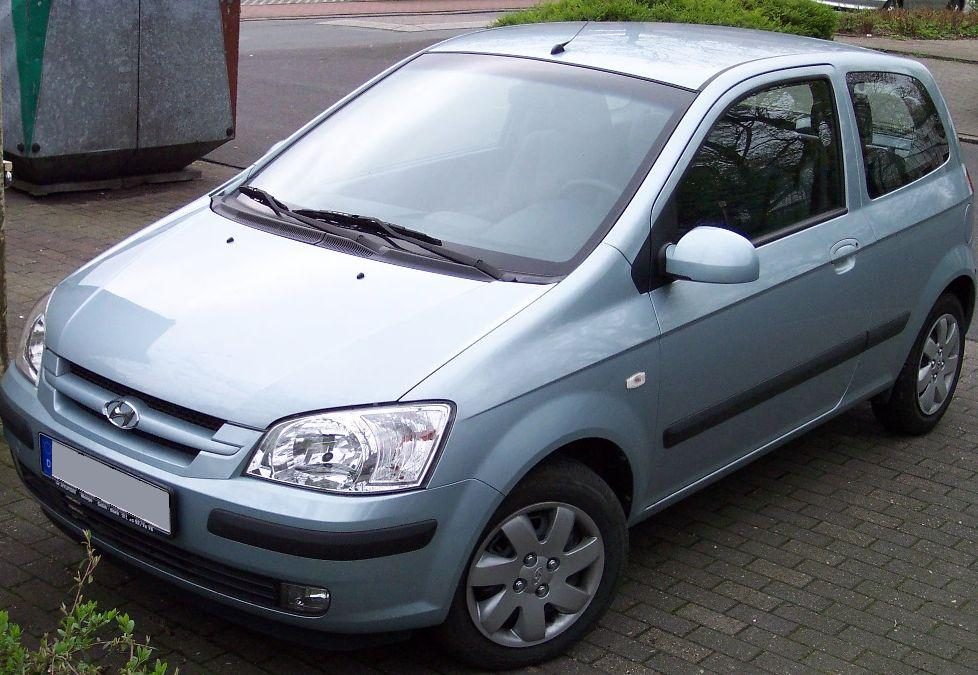
Hyundai Getz VL

Hyundai Motor Company (Hangul: 현대자동차 주식회사 ) is een autofabrikant uit Zuid-Korea, met zijn hoofdvestiging in Seoel. Hyundai is Koreaans voor moderniteit. De aandelen hebben een beursnotering aan de Korea Exchange.

## Activiteiten
Hyundai Motor Company is de grootste automobielfabrikant in Zuid-Korea. In 2022 produceerde het bedrijf in totaal zo’n 4 miljoen voertuigen en had het een wereldmarktaandeel van bijna 5%. In 2022 werden 554.000 voertuigen in Zuid-Korea verkocht waarmee het marktaandeel op 33% uitkwam. Kia stond op de tweede plaats met een zeer kleine achterstand op 32% op op nummer drie stond Genesis, het luxemerk van Hyundai, met 135.000 stuks en voegde daarmee 8% toe aan het marktaandeel van Hyundai.
Van alle gefabriceerde voertuigen werd 40% daarvan in Zuid-Korea geproduceerd. De grootste fabriek met een jaarcapaciteit van 1,5 miljoen voertuigen staat in Ulsan. Deze fabriek telt 34.000 medewerkers. In Jeonju staat een kleinere fabriek, waar vooral commerciële voertuigen worden gemaakt zoals vrachtwagens en autobussen. In China werden ruim 1 miljoen voertuigen geproduceerd, een vijfde van het totaal. Kleinere fabrieken staan in de Verenigde Staten, India, Tsjechië, Rusland en Brazilië. In 2015 vierde de Amerikaanse fabriek in Alabama het tienjarig bestaan. Sinds de opening in 2005 werden hier 3 miljoen voertuigen geproduceerd.
In 2015 maakte Hyundai plannen bekend om een eigen luxemerk te introduceren, genaamd Genesis. Hyundai volgt hiermee Nissan met Infiniti en Toyota met Lexus. 

### Resultaten
Hyundai heeft in de jaren 2010 tot en met 2013 de autoverkopen met een kwart zien stijgen, waardoor het marktaandeel in de wereldwijde autoverkopen naar bijna 6% is opgelopen. De onderneming behaalde in 2013 een recordwinst en de nettowinstmarge was 10%, dit was opmerkelijk hoog omdat Hyundai vooral kleine personenwagens aanbiedt en de winstmarges op grote en dure voertuigen in het algemeen het hoogst zijn. Na 2013 nam de groei van de autoverkopen af en stagneerde zelfs in 2015. De lage olieprijs deed de vraag naar energiezuinige voertuigen afnemen en sindsdien staat ook de winst onder druk. In 2023 werden in Zuid-Korea ruim 750.000 voertuigen verkocht, dat is iets minder dan 20% van de totale verkopen. In India werden zo'n 600.000 voertuigen verkocht en dit land staat hiermee op de vierde plaats na Noord-Amerika, Zuid-Korea en Europa.
| Jaar | Autoverkopen (× 1000) | Wereldwijd marktaandeel | Omzet (miljarden KRW) | Nettoresultaat (miljarden KRW) |
| ---- | --------------------- | ----------------------- | --------------------- | ------------------------------ |
| 2010 | 3701                  | 5,1%                    | 66.985                | 6001                           |
| 2011 | 4099                  | 5,4%                    | 77.798                | 8105                           |
| 2012 | 4392                  | 5,7%                    | 84.470                | 9061                           |
| 2013 | 4621                  | 5,8%                    | 87.307                | 8993                           |
| 2014 | 4835                  | 5,7%                    | 89.256                | 7649                           |
| 2015 | 4843                  | 5,6%                    | 91.959                | 6509                           |
| 2016 | 4914                  | 5,5%                    | 93.649                | 5720                           |
| 2017 | 4537                  |                         | 96.376                | 4546                           |
| 2018 | 4499                  |                         | 96.813                | 1645                           |
| 2019 | 4426                  |                         | 105.746               | 3186                           |
| 2020 | 3744                  |                         | 103.998               | 1925                           |
| 2021 | 3912                  |                         | 117.611               | 5693                           |
| 2022 | 3958                  | 4,9%                    | 142.528               | 7984                           |
| 2023 | 4217                  | 4,9%                    | 162.664               | 12.272                         |

## Aandeelhouders
De aandelen staan sinds 1974 genoteerd aan de Korea Exchange, verder worden ze verhandeld in Londen en Luxemburg. Per 31 december 2022 waren de twee grootaandeelhouders Hyundai MOBIS met een belang van 21,4% en Mong-koo Chung met 5,3% van de aandelen.

## Geschiedenis
Hyundai Motor Company werd in 1967 opgericht. Een jaar later werd de productie opgestart met de assemblage van de Ford Cortina die men in Korea assembleerde om de invoerrechten op complete auto's te omzeilen. In 1973 besloot Hyundai een eigen model te ontwikkelen. De Italiaanse stylist Giugiaro ontwierp de Hyundai Pony die in 1974 al in Turijn op de autotentoonstelling werd gepresenteerd. Het duurde echter tot 1976 voordat de productie opgang kwam. Hyundai had nog weinig ervaring en moest bijna alle techniek inkopen. Zo kwamen de motoren van de Pony bijvoorbeeld van Mitsubishi. Die eerste Hyundai was beslist geen verfijnde auto maar de prijs was laag en de kwaliteit redelijk.
Hyundais tweede, iets grotere model liet lang op zich wachten: in 1983 kwam de Hyundai Stellar op de markt. Qua techniek was de auto nogal gedateerd met een op de Ford Taunus gebaseerd onderstel, maar de complete en luxueuze uitrusting maakte iets goed. Daarna volgden de ontwikkelingen elkaar in een sneller tempo op. In 1985 kwam er een nieuwe Pony en drie jaar later volgde een grote sedan, de Hyundai Sonata.
Er werd tot 1991 nog veel gebruikgemaakt van buitenlandse motoren en onderdelen. In 1991 kwam de eerste Koreaanse motor op de markt. In 1994 werd voor het eerst meer dan een miljoen voertuigen geproduceerd.
In 1998 volgde de overname van Kia. Kia was in financiële problemen geraakt en de schuldeisers organiseerden een veiling. Vier partijen deden een bod waarvan Hyundai het hoogste. Het aandelenbelang is nadien nauwelijks gewijzigd en Hyundai had per 31 december 2021 nog altijd een belang van 34% in Kia en is daarmee veruit de belangrijkste aandeelhouder. Kia wordt niet geconsolideerd in de cijfers van Hyundai.
In 2003 werd voor het eerst meer dan 1 miljoen auto’s geëxporteerd. In belangrijke afzetmarkten opende Hyundai fabrieken, waaronder in Turkije, India en de Volksrepubliek China.
In mei 2002 kwamen Hyundai en de Chinese BAIC Group overeen samen te werken rond een bestaande autofabriek in Beijing. Hyundai verbeterde de installaties en de productietechniek en op 18 oktober 2002 werd de joint venture Beijing Hyundai Motor Co., Ltd. (Beijing Hyundai of BHMC) opgericht. De partners kregen elk 50% van de aandelen. Het Chinese belang is in 2010 overgedragen aan een beursgenoteerde dochter van de BAIC Group, BAIC Motor. Beijing Hyundai werd een succes en tussen 2013 en 2016 werden elk jaar meer dan 1 miljoen voertuigen geproduceerd. Dit was ruim 20% van de totale autoproductie van Hyundai over diezelfde periode. In 2017 zette een daling in en in 2021 was het verkoopvolume van de joint venture gedaald tot minder dan 0,4 miljoen voertuigen. In januari 2024 verkocht Hyundai de fabriek in Chongqing voor zo'n US$ 225 miljoen. De productie in de fabriek begon in 2017 en had een capaciteit van 300.000 voertuigen per jaar. Het was een onderdeel van de joint venture met BAIC Motor.
In juni 2024 maakte Hyundai bekend de Indiase dochter Hyundai Motor India naar de beurs te brengen. Hyundai overweegt een belang van 17,5% te verkopen en streeft hierbij naar een opbrengst van US$ 2,5 à 3 miljard. Hyundai heeft na Suzuki het grootste marktaandeel in het land en is al 28 jaar actief in India. Hyundai heeft in India twee fabrieken en zo'n US$ 5 miljard geïnvesteerd en voorziet voor de komende 10 jaar additionele investeringen van US$ 4 miljard. In oktober 2024 werd de beursnotering een feit en Hyundai verkocht aandelen ter waarde van € 3,3 miljard.

## Personenautomodellen

### Huidige modellen
- Bayon
- H1 (bestelbus, in Nederland H300)

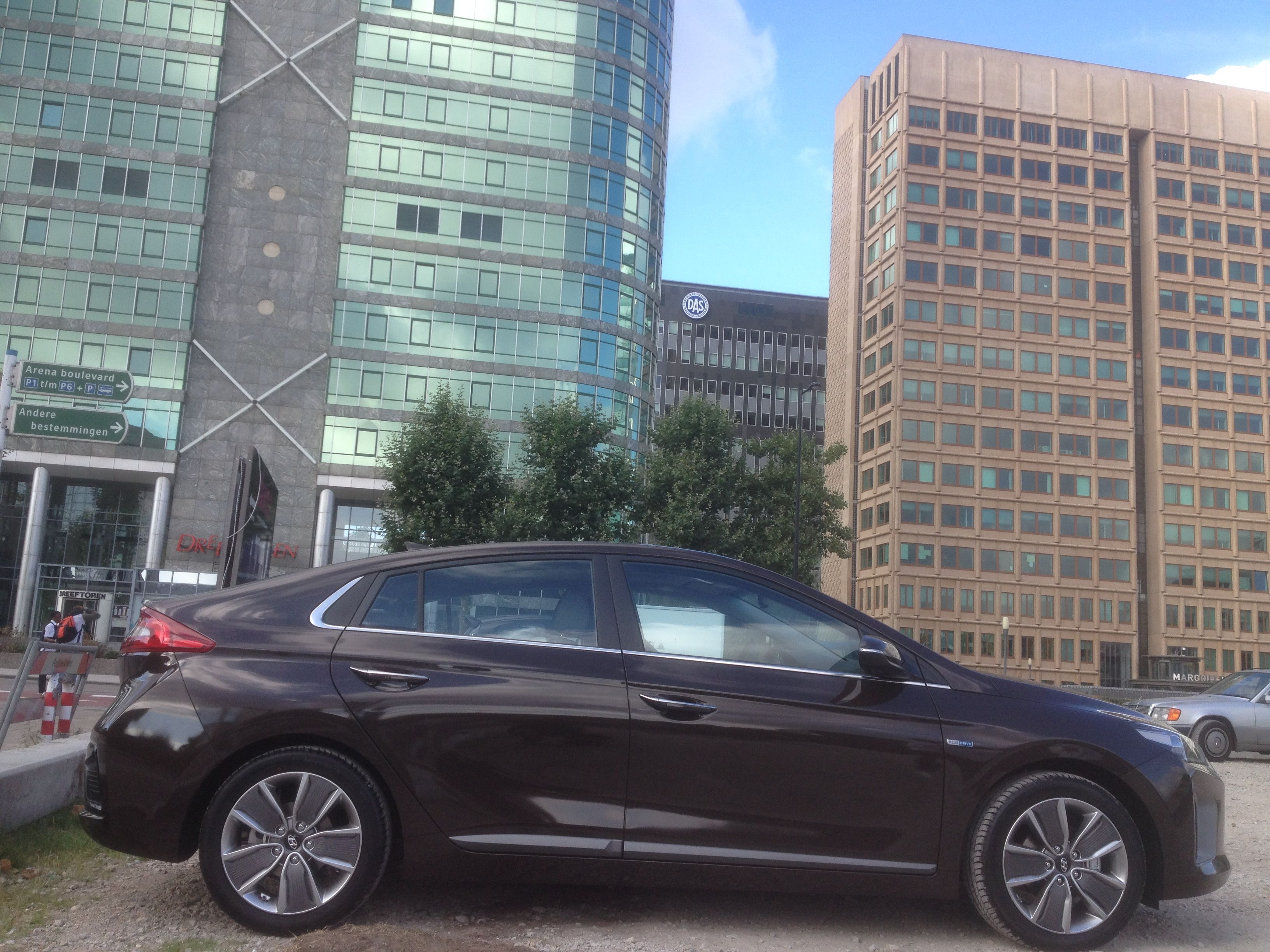
Hyundai Ioniq geïntroduceerd in Nederland

- H350 (bestelbus, niet leverbaar in Nederland)
- i10
- i20
- ix20
- i30 (hatchback)
- i30 cw (stationwagon)
- i30 Fastback
- i30 N
- Inster
- Ioniq (2016)
- Ioniq 5 (2021)
- Kona (ook Kona Electric)
- Nexo
- Santa Fe
- Staria
- Tucson

### Eerdere modellen
- Atos (vervangen door i10)
- Azera (in Zuid-Korea verkocht als 'Grandeur', vervangen door i50)
- Coupé
- Elantra
- Excel
- Genesis Coupé
- Getz
- Grandeur
- Lantra
- Matrix
- Pony

- Scoupe
- Stellar
- Terracan
- Trajet
- Tucson/ix35
- Veracruz/ix55
- XG
- H100 (buiten Nederland heette deze H1)
- H200 (buiten Nederland heette deze H1)
- i40 sedan
- i40 cw (stationwagon)

### Modellen buiten Europa
- Accent
- Azera
- Creta

- Sonata/i40/i45
- Veloster

## Autosport
Tot 2003 nam Hyundai deel aan het World Rally Championship met de Hyundai Accent WRC. Vanwege financiële problemen en een conflict met het bedrijf dat verantwoordelijk was voor de afstelling van de auto, werd eind 2003 besloten de stekker uit dit project te trekken. In 2013 keerde Hyundai terug met de Hyundai i20 WRC. In 2014 behaalde de Belgische rallycoureur Thierry Neuville de eerste podiumplaats voor Hyundai ooit, namelijk tijdens de Rally van Monte Carlo. 
In 2016 werd de Hyundai i20 R5 geïntroduceerd. In september 2016 maakte deze voor de particuliere racemarkt ontwikkelde rallywagen zijn debuut in het WRC tijdens de Rally van Corsica. De Nederlandse coureur Kevin Abbring, die ook een belangrijke bijdrage leverde tijdens de testperiode, zat achter het stuur.